# 김정수 (가수)
김정수(金井秀, 1949년 12월 1일~)는 대한민국의 가수, 작사가, 작곡가, 밴드 리더, CEO 기업인이다. 5남(5형제) 가운데 장남(첫째 아들)으로 출생한 그는, 아내와 사이에 자녀 1남 1녀(맏아들과 막내딸)가 있다.
일단, 가수 김정수는 서울 영등포에서 출생하였는데, 한때 어린 시절에는 전쟁 때의 피난 등으로 인하여 직계 일가족들과 함께 잠시 수도를 떠나 경남의 부산시에서 한 3년간 남짓이 넘는 동안으로 유년기를 보낸 적이 있는 그는, 1953년 11월 당시부터 직족들과 함께 경남 부산을 떠나면서 그때부터 서울로 다시 상경하였으며, 1967년 록 음악 밴드 《'미키스(Mickeys)'》의 베이스 기타리스트 겸 리드 보컬리스트로 음악 분야(가요계)에 데뷔를 하였고, 1978년에 《'급행열차'》라는 록 음악 밴드에서 보컬리스트 겸 기타리스트로 활동하였으며, 이토록 록 음악 밴드의 보컬리스트로 활약하면서도 기타&베이스 등을 연주하는 등으로, 록 음악의 다양한 폭을 넓힌 그는 이후로 1980년에는 《'급행열차'》의 보컬리스트로, 그 당시에 기타 연주자이자 오르간 연주자 및 작사가 겸 작곡가인 김기표(그도 록 음악가 출신)한테 받은 《내 마음 당신 곁으로》를 발표하여 히트하였는데 1985년에 가수 민해경도 이 곡을 리메이크하였다.
오랫동안 록 음악 밴드 활동을 하다가, 1985년에 솔로 가수로 본격 전향했으며, 1991년에 발표한 《당신》(김정수, 이성만 공동 작사 / 김정수 작곡)이라는 곡으로 《KBS 가요대상》을 수상했고, 이미 그 이전에 속하는 그 이외에도 1989년과 1990년의 《KBS 가요대상》에서는 이미 최우수작사상 등 여러 상을 수상하였다.

## 가족 관계
- 배우자: 있음
- 형제자매: 남동생 4명(5남[1] 가운데 첫째)
- 직계 가계 및 자녀: 아내와 슬하 1남 1녀

## 인간 관계
- 절친한 친구로는 2012년 사망한 가수 최헌이 있다.

## 학력
- 당중국교 졸업
- 성남중학교 졸업
- 성남고등학교 졸업

## 대표곡
- 《내 마음 당신 곁으로》
- 《가슴이 떨려》
- 《당신》